# بيت الغصين
بيت الغصين هو مركز ثقافي فلسطيني، يعتبر أحد المعالم الثقافية والتاريخية البارزة في مدينة غزة. يقع هذا البيت في حي الدرج بالبلدة القديمة في غزة شمال المسجد العمري. يعود تاريخه إلى أواخر الحقبة العثمانية، وتحديداً بين عامي 1870 و1917. حيث شُيد على يد شهاب الدين الغصين ليكون ديواناً لعائلته.
تم تدميره أثناء الحرب الفلسطينية الاسرائيلية 2023.

## تاريخه
بُني بيت الغصين ليكون ملتقى لعائلة الغصين، بعد أن تُوفي الحاج شهاب الدين عام 1233، ورث البيت ابنه الحاج حسين الغصين، ثم عاشت فيه حفيدته رقية الغصين منذ ولادتها عام 1923، وحتى وفاتها عام 2018. طوال حياة الحاجة رقية كان البيت مزاراً لكل نساء حي الدرج، يجلسن معها في باحته الواسعة، حتى أُغلق بعد وفاتها.
أُعيد ترميمه وصيانته من قبل مركز إيوان بالشراكة مع مركز رواق وبتمويل من معهد غوتة، تم افتتحاه في عام 2021 وتحول إلى مركز ثقافي وتراثي لخدمة المواطنين، وتقام فيه المعارض والأمسيات الثقافية والتراثية الفنية.

## بناؤه
تم بناؤه من الحجر الرملي والرمل والأبواب الخشبية مع استخدام حديد للحماية بشكل بسيط. يتكون البيت من ساحة وغرف مستقلة، وحديقة مزروعة ببعض الأشجار، ومدخل البيت يؤدي إلى فناء مستطيل الشكل، وينخفض منسوبه عن الشارع العام، والمدخل من الجهة الشرقية يؤدي إلى دَرَج وسطح علوي، وتسع حجرات و30 نافذة تطل على الحديقة. كما يحتوي على إيوان واسع على شكل صليب، وسقفه عبارة عن أقبية متقاطعة، وتطل على الإيوان 4 غرف نوم، وتعتبر العقود المدببة والدائرية ميزة في عمارته.